# Konstantyn Presławski
Konstantyn Presławski (ok. 845–910) – pisarz bułgarski, jeden z najwybitniejszych przedstawicieli presławskiej szkoły piśmienniczej.
Uczeń Metodego, od ok. 893 r. biskup Presławia, jest uważany za prawdopodobnego twórcę cyrylicy.
Konstantyn Presławski jest autorem wielu arcydzieł literatury starobułgarskiej, m.in. Służby ku czci św. Metodego, a zwłaszcza Modlitwy abecadłowej, uznawanej za szczytowe osiągnięcie tzw. złotego wieku literatury bułgarskiej. Modlitwa abecadłowa jest pisana dwunastozgłoskowcem ułożonym w akrostych, zawierający wszystkie litery alfabetu słowiańskiego (głagolicy).
Konstantyn dokonał również szeregu przekładów z języka greckiego, tłumaczył m.in. homilie, utwory hagiograficzne, Mowy przeciwko Arianom Atanazego Wielkiego, i inne.
Modlitwa abecadłowa została przełożona na polski i opublikowana w zbiorku: Pasterze wiernych Słowian, w opracowaniu A. Naumowa, Kraków 1985